# Ternovka
Ternovka (in russo Терновка?) è un villaggio della Russia europea nell'oblast' di Voronež. È il centro amministrativo del rajon  Ternovskij. 
Si trova a est di Voronež.